# Impôt
Ne doit pas être confondu avec Taxe.
 (février 2023).
L'impôt constitue un des prélèvements obligatoires effectué par voie d’autorité par la puissance publique (l'État et les collectivités territoriales) sur les ressources des personnes vivant sur son territoire ou y possédant des intérêts. Ce prélèvement est destiné à être affecté par l'intermédiaire des budgets publics au financement de ressources (biens ou services) d'utilité générale.
On peut aussi concevoir l'impôt de cette manière : L’impôt, la fiscalité ou le système fiscal de manière générale, représente la principale source de financement de la majorité des économies publiques, que ce soit à cause de la pénurie ou de la rareté d’autres ressources, ou à cause d’une mauvaise gestion de la chose publique (V. J. C. Sociologie, psychologie et psychosociologie de l'impôt).  
Dans les États démocratiques, le pouvoir de fixer, de lever et d'affecter l'impôt est de la compétence exclusive du pouvoir législatif. Trois paramètres essentiels permettent de caractériser un impôt : l'assiette, le taux et les modalités de recouvrement.
Historiquement, l'impôt est un élément important qui n'a cessé de conditionner l'existence, la gestion et la puissance des États : constituant généralement une part importante, pour ne pas dire la plupart du temps essentielle, des recettes publiques avec les cotisations sociales, les impôts alimentent le budget de l'État ou d'une subdivision nationale ou fédérale (comme une province, une subdivision territoriale, un territoire, un département, un district, etc.), et dans une moindre mesure des organismes à compétence spécialisée (par exemple en France, les chambres de commerce).

## Histoire de l'impôt
Dans la mesure où l'impôt est un prélèvement obligatoire, récurrent, et sans contrepartie, sur une quantité de biens, il a toujours existé, sous une forme ou une autre, dans une société dirigée par un État.
On oublie souvent de considérer le fait que la création monétaire est un prélèvement de fait sur la production (biens et services) des habitants d'un pays. À ce titre, la création monétaire est un impôt discret.

### Sociétés sans impôt
On a longtemps considéré que les sociétés primitives étaient des sociétés de disette. Les hommes parvenant tout juste à assurer leur subsistance, ils ne pourraient produire l'excédent nécessaire au paiement d'un impôt.
Mais Marshall Sahlins a montré que d'une part ces sociétés produisaient du surplus, utilisé sous forme d'offrandes aux divinités ou pour des transactions du type don et contre-don, et que d'autre part elles limitaient volontairement leur production.
L'absence d'impôt n'est donc pas due à des contraintes économiques mais au mode d'organisation sociale de ces populations[citation nécessaire].

### Apparition de l'impôt

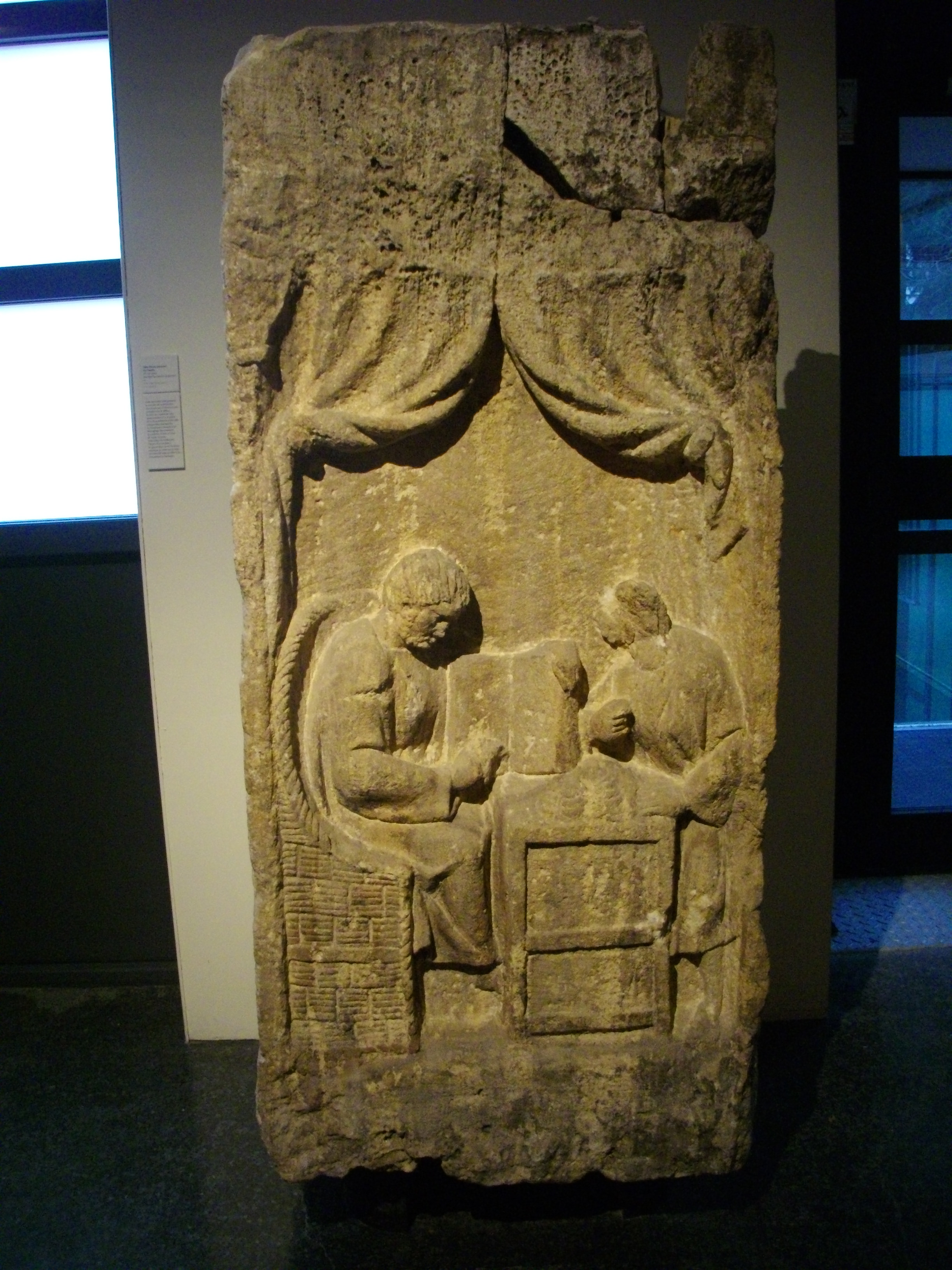
Stèle funéraire, dite du «paiement des impôts»,, Metz.

On présente traditionnellement deux origines possibles à l'impôt.
La première est politique. L'impôt serait né avec la sédentarisation et le développement de l'agriculture. L'existence de surplus de production aurait permis à certains groupes sociaux de se livrer au pillage, d'abord de façon épisodique puis de plus en plus régulièrement. L'impôt serait donc à l'origine un tribut, versé à une classe de guerriers qui en défendait le monopole, moins destructeur pour l'activité des paysans et des artisans que les razzias qui l'avaient précédé[réf. souhaitée].
La seconde est religieuse. La pratique du sacrifice, des offrandes faites au dieu, est extrêmement répandue. Quand les clercs, puis les souverains, se sont présentés comme les intermédiaires entre le dieu et les hommes, ils sont devenus tout naturellement les récipiendaires de ces dons.

### Antiquité
L'impôt coexiste longtemps avec des pratiques proches du pillage : réquisition, corvées, esclavage… Il repose surtout sur l'impôt foncier et la capitation, c'est également l'apparition des droits de douane.
La fiscalité dans l'Égypte antique touchait lourdement les paysans.
La fiscalité de la Grèce antique est principalement indirecte. Elle introduit le système de la ferme dans certaines cités. Les plus riches devaient s'acquitter de la liturgie, c'est-à-dire de l'entretien d'un service public. Cypsélos introduit la dîme à Corinthe et Pisistrate à Athènes.
Dans la Rome antique, l'impôt est utilisé pour financer l'effort de guerre et notamment la solde de l'armée de métier. Elle connaîtra plusieurs réformes fiscales par exemple sous Auguste ou sous Maximien Hercule en 297.

### Moyen Âge
Le système n'était pas unifié et les impôts n'étaient pas les mêmes partout. Parmi les plus connus on peut citer: la corvée, un impôt en nature correspondant à l'échange d'un temps de travail contre la protection du seigneur (de ce point de vue, la corvée se situe à la limite de la notion d'impôt); la taille qui se payait en espèce et tend à remplacer la corvée à partir du XIe siècle; la dîme, autre impôt en nature qu'on devait à l'Église ou au seigneur; la gabelle, impôt indirect payé sur un certain nombre de denrées comme les draps, le vin ou sel; les droits d'octroi de péage ou de douane comme le tonlieu; les banalités…
La plupart des levées d'impôts étaient exceptionnelles, pour répondre à un emprunt contracté par le roi, qui délivrait alors à son créancier le droit de lever l'impôt. Si le créancier était efficace dans sa levée, il était remboursé, sinon, les rois estimaient que ce n'était plus de leur ressort.
En droit féodal français, le roi ne pouvait lever l'impôt qu'après convocation des états généraux, et uniquement pour payer une rançon, financer une guerre ou un mariage. Au XIVe siècle, sous le règne de Charles V apparaît l'impôt permanent, avec la gabelle et le fouage. L'obligation de convoquer les états généraux pour lever l'impôt est abolie le 2 novembre 1439 par Charles VII.
Dans le même temps, celui-ci met en place la taille de façon permanente mais non uniforme dans le royaume. En effet, elle se paie uniquement par la roture dans le Nord du Royaume mais se paie sur les biens roturiers (ferme, moulin…) dans le Sud, ce qui fait que certains nobles possédant ce genre de biens sont appelés à payer la taille.
La mise en place de l'impôt royal entraîne des insurrections comme la révolte des Maillotins en France ou la révolte des paysans en Angleterre.

### Époque moderne

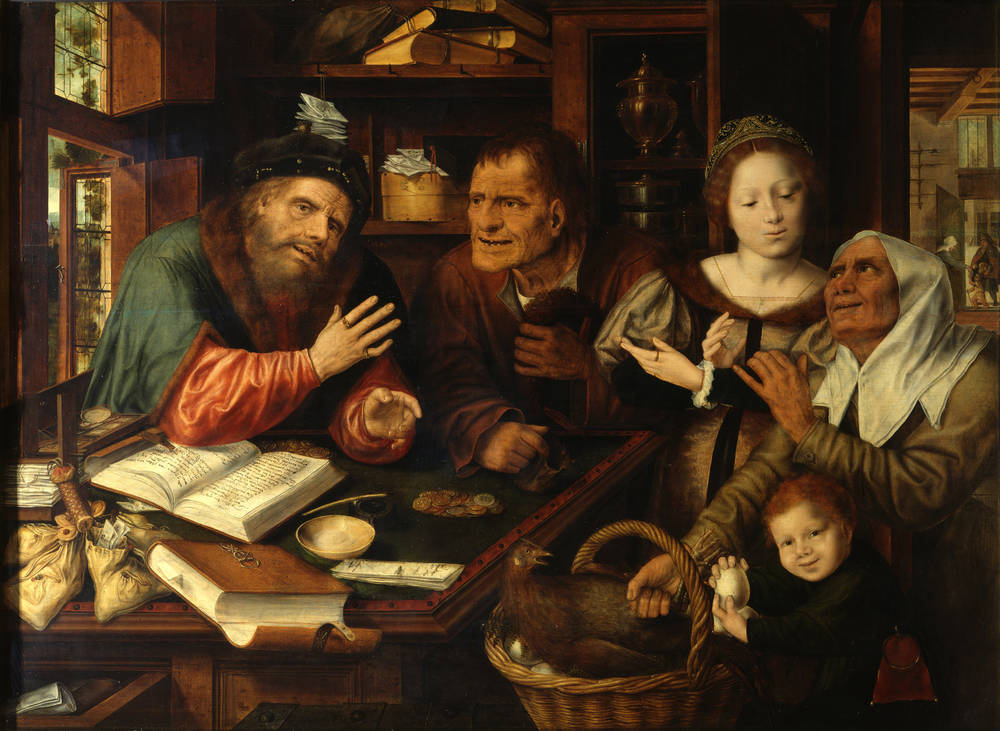
Le Collecteur d'impôts, Jan Matsys. Gemäldegalerie Alte Meister, Dresde.

Les taxes et impôts seront au cœur de l'affirmation de la monarchie et la centralisation que les rois de France essaient de mettre en place à partir de François Ier. Les monarques tenteront d'uniformiser le système fiscal à l'échelle de tout le pays et de le rendre permanent.
Le Trésor de l’Épargne, fondé en 1523 (sous François Ier), dessine les Généralités, les provinces fiscales. Il se chargera d'augmenter toujours plus les impôts. Ainsi, les levées d'impôts rapporteront 2 millions de livres tournois en 1515, le double en 1530 et 12 millions en 1560. Sur quarante-cinq ans, les recettes fiscales ont été multipliées par six.
La taxe « des aisés », mise en place en 1542 vise particulièrement les riches.
Mais la fiscalité reste encore variable selon les régions. Ainsi, la Bretagne dispose d'une fiscalité avantageuse, qui était une des conditions de rattachement au Royaume.
En Angleterre, Charles Ier est obligé de lever des impôts pour financer la guerre et par conséquent de convoquer son Parlement avec lequel il était en opposition (pour des raisons religieuses et de clientèle). Cette convocation permettra aux parlementaires de s'affirmer face au pouvoir royal, lever une armée et déclencher la guerre civile.

### Époque contemporaine
Le développement de l'impôt sur le revenu entraîne un renforcement des contributions directes. La taxe sur la valeur ajoutée est introduite en 1954.

## Nature de l'impôt
Selon la doctrine fiscale (Ibn Khaldûn, 1378 ; A. Smith, 1776 ; R. Stourm, 1905 ; G. Jèze, 1936 ; E. Allix, 1936 ; G. Ardant, 1965 ; P. Amselek, 1967 ; P.-M. Gaudemet, 1969 ; M. Duverger, 1976 ; P. Beltrame, 1987 ; A. Barilari, 1992 ; M. Bouvier, 2004 ; J. Chabih, 2007, etc.) l’impôt est un prélèvement financier obligatoire, généralement pécuniaire, exigé des personnes (physiques ou morales, publiques ou privées, locales ou internationales), en fonction de leurs capacités contributives, par la puissance publique (État, collectivités locales, établissements publics), autoritairement, d’après une procédure et des règles fixes, à titre définitif, et sans contrepartie immédiate, en vue de la couverture des charges publiques, et de la poursuite de politique économique et sociale.

### Définition classique
Gaston Jèze a défini dans la première moitié du XXe siècle l’impôt de la manière suivante:

« L’impôt est une prestation pécuniaire requise des particuliers par voie d’autorité, à titre définitif et sans contrepartie, en vue de la couverture des charges publiques. »

Sauf quelques exceptions comme la dation en paiement, cette charge est acquittée sous forme monétaire, ce qui en exclut les contributions comme le service national.
Elle est obligatoire, contrairement à une souscription, et sans contrepartie directe donc non commerciale. Enfin, il ne s'agit pas d'un emprunt, mais d'un prélèvement définitif. Les impôts ont aussi un caractère récurrent qui les différencient des expropriations et des réquisitions.
Il faut donc distinguer les impôts des recettes non fiscales d’un État moderne telles que:
- les redevances, telles que la redevance audiovisuelle, les frais universitaires, etc., qui sont la contrepartie d’un service effectivement rendu;
- le revenu tiré des possessions de l'État: redevances domaniales tirées de l’occupation du domaine public, produits des participations de l'État dans les entreprises publiques, ressources géologiques, etc.;
- les revenus des activités industrielles et commerciales de l'État;
- le produit des amendes qui, bien qu’inclus dans le budget prévisionnel[9], ne naissent pas d’un prélèvement obligatoire mais de la constatation d’une infraction;
- l'emprunt.

Quelques contributions se trouvent à la marge de ce genre de définition et peuvent être, selon les points de vue, considérées ou non comme des impôts.
L'État peut par ailleurs rendre obligatoires des services qui, bien que coûteux, ne sont pas des prélèvements obligatoires, ni a fortiori des impôts (assurances automobiles, participations aux frais des copropriétés, cotisation ordinale, etc.).

### Limites
Avec le développement de l'État-providence, les prélèvements obligatoires concourent au financement de nombreuses missions ou activités. Il devient plus difficile de distinguer les prélèvements concourant au financement des missions de l'État de ceux institués au profit d'un autre service d'intérêt général.
Dans la tradition de l'assurance bismarckienne les cotisations sociales ne sont pas des impôts car elles comportent une contrepartie directe: les prestations sociales. À la suite de la multiplication des dispositifs sociaux, par exemple en France la CMU et le RMI ou le minimum vieillesse, et donc la progression de leurs coûts, le modèle de Beveridge qui intègre les prestations sociales au budget général de l'État tend à rendre de moins en moins évidente la distinction entre cotisation sociale et impôt.
Ce problème s'est posé par exemple au sujet de la CSG, second impôt en valeur en France. Si le Conseil constitutionnel considère la CSG comme un impôt, la Cour de cassation a émis un avis contraire dans un arrêt du 18 octobre 2001, reprenant la position de la Cour de justice des communautés européennes qui avait considéré la CSG comme une cotisation sociale.

### Définition fluctuante
En raison de contraintes légales ou administratives, l'impôt peut avoir une définition différente d'un pays à l'autre voire d'une administration à l'autre dans un pays donné.
Par exemple en France, les taxes font partie des impôts, mais pas les cotisations sociales. Cette distinction est juridiquement importante car l'impôt fait l'objet d'une loi votée par le Parlement alors que les cotisations sociales sont fixées par décret du gouvernement. Les impôts, avec les cotisations sociales effectives, forment les « prélèvements obligatoires ». Les prélèvements obligatoires, avec les autres recettes fiscales et non-fiscales, forment les recettes publiques.

## Fonctions

### Fonctions de base
Le premier objectif est de nature budgétaire. Il s'agit de financer les institutions qui en perçoivent le produit. Les impôts en sont souvent la principale source de revenu, sauf en cas de ressources géologiques exceptionnelles par rapport à la taille de l'État. L'usage qui en sera fait est à la discrétion du pouvoir politique, avec des conséquences sur le consentement à l'impôt.
Le second objectif est de nature politique. Il peut notamment s'agir de modifier l'attractivité de certaines opérations (par exemple des fiscalités différentes selon le type d'investissement) ou situations (par exemple des règles de liquidation de l'impôt dû par un foyer fiscal) en instaurant une fiscalité différenciée. L'imposition spécifique des métèques dans la Grèce Antique permettait d'exempter partiellement les citoyens à iso-budget au détriment de personnes n'ayant pas le droit de vote.

### Compensation des externalités
Une externalité est une situation où le comportement d'un agent économique influe positivement ou négativement sur l'utilité d'un autre agent, sans que cette influence se traduise par une compensation entre agents.
L'impôt autorise le financement des biens publics en évitant le phénomène du passager clandestin. Il permet aussi de compenser les externalités négatives, c'est l'objectif des taxes pigouviennes comme le principe du pollueur-payeur.
La théorie des biens sous tutelle (merit good) introduite par Richard Musgrave en 1957 justifie l'intervention de l'État pour un certain nombre de secteurs, par exemple la santé et la culture, parce que les consommateurs ne sont pas considérés comme suffisamment rationnels ou compétents pour faire un choix optimal.

### Régulation de l'activité économique
Selon le néokeynésianisme, la fiscalité est un des outils permettant de limiter l’ampleur des cycles économiques. En phase de récession, les rentrées fiscales diminuant automatiquement, l'État peut maintenir inchangées ses dépenses et recourir à la dette publique pour les financer ; en phase haute de cycle, l’État rembourse ce surplus de dette en augmentant les impôts. La synthèse néoclassique conteste l’efficacité de ce mécanisme, en raison du phénomène d’équivalence ricardienne.

### Outil du pouvoir politique
Pour les libéraux, l'État est le siège de la recherche de rentes financées par l'impôt, réminiscence des offices de l'Ancien Régime. Il permet donc aux personnes qui ont le pouvoir de lever l'impôt de se constituer et d'entretenir un réseau d'influence.
Les impôts sont aussi un outil de la communication politique, pour acquérir ou conserver des soutiens qui accordent une importance à tel ou tel impôt auquel on prête différentes vertus (justice sociale, efficacité écologique, efficacité économique, financement d'une action particulière, etc.). C'est ainsi qu'un impôt au rendement médiocre pourra par exemple être maintenu s'il véhicule l’image d’une certaine solidarité entre contribuables, et à l’inverse un autre, bien que rémunérateur, pourra être réduit voire supprimé en raison de sa perception injuste, liée à son mode de prélèvement. Par exemple, l'Institut Montaigne avance que l’impôt de solidarité sur la fortune (ISF) en France coûte à l’État plus qu’il ne rapporte mais qu'il est maintenu pour des raisons idéologiques.
Il reste ainsi fréquent, notamment lorsqu'il s'agit de lever un nouvel impôt, que l'autorité prétende affecter un impôt à un but précis (louable ou reconnu comme nécessaire), mais, compte tenu des possibilités pratiques de substitution d'une ressource à une autre, il ne s'agit que d'un artifice de présentation politique. Cette pratique est permise par la règle de non affectation de l'impôt, apparue en France à la Restauration, qui lors du vote du budget de l'État interdit d'affecter une ressource à une dépense.

## Classification des impôts
Les impôts peuvent être classés de différentes manières (nb : les exemples d’impôts donnés sont des noms d’impôts français).

### Sous l’angle administratif

#### Selon le bénéficiaire
- Les impôts fédéraux, lorsque l'État est une fédération ou une confédération.
- Les impôts d’État, c’est-à-dire ceux qui alimentent directement le budget de l'État (exemples en France : la TVA, l’IRPP…).
- Les impôts locaux, c’est-à-dire ceux qui alimentent le budget des collectivités territoriales (en France : régions, départements, municipalités, intercommunalités) (exemples : la taxe d'habitation, la taxe professionnelle…).
- Les impôts sociaux, c’est-à-dire ceux qui alimentent les caisses des organismes de protection sociale (exemples : la CSG et la CRDS) et viennent compléter les cotisations sociales.
- Les taxes parafiscales : perçues au profit d’une personne morale autre que l’État ou les collectivités locales.

#### Selon le collecteur
En Suède et aux Pays-Bas, les cotisations sociales doivent être payées à l'administration de la même façon que les impôts.
En France, les cotisations sont recouvrées par les URSSAF et les impôts par les deux réseaux comptables de l'État:
- les postes comptables de la Direction générale des Finances publiques, issues de la fusion de la Direction générale des Impôts (DGI) et de la Direction générale de la Comptabilité publique (DGCP) le 4 avril 2008;
- les services de la direction générale des douanes et droits indirects.

### Sous l’angle économique
On distingue deux types de classification économique :

#### Nature de l’élément taxé
- Les impôts sur les revenus, sur les salaires, ou sur les bénéfices de sociétés : par exemple l’IRPP pour les personnes physiques et l’impôt sur les sociétés ;
- Les impôts sur la consommation : par exemple la TVA ou la TIPP, ou la taxe sur la vente aux États-Unis ;
- L'impôt sur la dépense (proposition faite par l'économiste James Meade)
- Les impôts sur le capital et sur le patrimoine ; ils sont de deux sortes :
  - Les impôts sur la détention du capital : par exemple l’ISF, la taxe foncière ;
  - Les impôts sur la transmission du capital (donation ou succession) : par exemple les droits de succession ou de donation ;
- Les impôts sur les opérations financières : taxe Tobin, impôt sur les opérations de bourse, droits d'enregistrement ;
- Les impôts sur la production : taxe professionnelle, remplacée en France en 2010 par la Contribution économique territoriale. En France, ces impôts représentent 75 % " des recettes fiscales " au début des années 1980[21]. Même si ces impôts sont payés par l'entreprise, ils sont récupérés sur l'acheteur. Le producteur ajoute, en effet, le montant de ces impôts sur le prix de vente facturé au client et sont finalement supportés par le consommateur final[22].

#### Contribuable
Selon le type d’agent économique :
- Les impôts sur les ménages : IRPP, CSG, CRDS ;
- Les impôts sur les entreprises : essentiellement la taxe professionnelle et l’impôt sur les sociétés ;
- Les impôts sur les administrations : taxe sur les salaires ;

Certains impôts qui pèsent sur plusieurs des agents, donc dont la classification n’est pas aisée car l’on ne peut savoir précisément sur qui pèse l’impôt, par exemple la TVA ou les droits indirects.

### Selon les techniques de taxation
Cela ouvre une série de plusieurs choix de classification.

#### Impôts réel et personnel
On distingue impôts réels et personnels, selon que l'administration module ou non l'impôt selon la situation apparente du contribuable.
Les impôts réels (qui frappent ratione materiæ), sont assis sur un objet (ou une transaction, etc.). Ce sont les impôts les plus importants, en nombre et en valeur, et notamment : les impôts sur la dépense, les impôts sur le patrimoine, l’impôt sur les opérations de bourse, etc. Dans ce cas, pour éviter de trop taxer le contribuable, le fisc laisse le choix au contribuable de posséder ou non l'objet taxé (réaliser ou non la transaction, etc.) et, éventuellement, applique un taux modulé selon le type d'objet (taux réduit de TVA pour les biens de première nécessité, taux majoré pour les produits de luxe).
Les impôts personnels sont au contraire ceux qui prennent en compte la situation et la capacité contributive du contribuable pour évaluer l’impôt dû. L’exemple le plus représentatif est l’IRPP.

#### Impôts directs et indirects
On distingue impôt direct et impôt indirect selon que le payeur de l'impôt est le contribuable effectif ou qu'il répercute le montant de l'impôt sur un tiers, généralement un client.
Les impôts directs touchent le contribuable nommément, et sont assis sur une assiette constante (revenu, capital…). Il en est ainsi de l’IRPP, la CSG, l’ISF, etc. La théorie de l'incidence fiscale montre qu'il peut cependant exister, même pour ce type d'impôt, des mécanismes de reports de la charge fiscale sur des tiers qui ne sont pas prévus par le législateur.
Les impôts indirects sont ceux qui touchent une matière imposable quel que soit le contribuable. Ils reposent sur une assiette irrégulière, intermittente, tout au long de l'année. Les impôts indirects tels que la TVA sont souvent qualifiés d'impôts indolores car le redevable réel tend à percevoir les taxes comme une part du prix normal des biens.

#### Progressivité fiscale
La progressivité fiscale mesure l'évolution du montant de l'impôt en fonction de la valeur de l'élément taxé, appelée base d'imposition ou assiette. Le montant des impôts personnels est fixe quel que soit le montant de l'assiette. Aujourd'hui très rare, c'était le cas par exemple pour la capitation ou le fouage.
Pour les impôts dont la valeur change avec l'assiette, il est d'usage de considérer le taux d'imposition c'est-à-dire le rapport montant de l'impôt/valeur de l'assiette.
- Les impôts proportionnels sont ceux dont le taux ne varie pas quelle que soit l’étendue de la matière imposable. Il en est ainsi par exemple de l’impôt sur les sociétés qui, quelle que soit la hauteur des bénéfices de la société, est de 1/3 de ceux-ci.
- Les impôts progressifs, dont le taux croît avec la valeur de l'assiette, il en est ainsi de l'impôt sur le revenu des personnes physiques en France, dont le taux (marginal) varie en fonction de la hauteur du revenu du contribuable de 0 à 41 %.
- Les impôts régressifs possèdent un taux décroissant avec l'assiette.

Les impôts progressifs sont en général mis en œuvre selon un système de « tranches » : la première tranche n'est pas taxée, la deuxième est taxée à un taux faible (par exemple 10 %), la suivante un peu plus (20 % par exemple), etc. Noter que, contrairement à la croyance naïve, le taux le plus élevé ne s'applique pas à l'ensemble de l'assiette, mais seulement à la tranche qui le concerne, il n'y a donc pas de saut de l'impôt total payé lors du changement de tranche. Une variante plus récente et plus rare rajoute une tranche avant la première, qui non seulement n'est pas taxée, mais donne même droit à un crédit d'impôt : c'est le système de l'impôt négatif sur le revenu.

#### Impôts synthétique et analytique
On dit qu'un impôt est synthétique ou analytique selon qu'il prend en compte un élément isolé ou plusieurs éléments et qu’il les taxe globalement.
- Les impôts synthétiques sont ceux qui prennent en compte un ensemble d’éléments pour les taxer de manière globale : par exemple l’ISF ou l’IRPP.
- Les impôts analytiques sont ceux qui ne prennent en compte qu’un élément : par exemple la TIPP.

Un impôt cédulaire est l'agrégat de plusieurs impôts analytiques auxquels sont appliqués des taux différents selon leurs natures. Par exemple la contribution sociale généralisée est un impôt cédulaire sur les revenus, appliquant des taux différents pour les salaires, les retraites, les revenus du patrimoine…

#### Impôts de quotité et de répartition
Les impôts de répartition sont les impôts pour lesquels le taux est fixé en fonction de la somme à percevoir (typiquement, le montant imposé par le souverain ou le suzerain, éventuellement le montant nécessaire pour un projet collectif tel qu'un nouveau pont). En effet pour ce type d’impôts l’important était de savoir combien l’on voulait récolter, ce montant étant ensuite réparti sur l’ensemble des contribuables. Ces impôts ont disparu du système fiscal français, comme de pratiquement tous les systèmes fiscaux modernes.
Les impôts de quotité sont ceux dont le taux est déterminé à l’avance, quel que soit le budget dont aurait besoin la collectivité qui le perçoit. L’ensemble des impôts du système fiscal français actuel est de ce type.

#### Impôts spécifique etad valorem
Les impôts spécifiques s'obtiennent en appliquant un montant fixe par unité de produit. Par exemple la Taxe intérieure de consommation sur les produits énergétiques (anciennement nommée « TIPP ») valait 0,606 9 euro pour un litre de super sans plomb en 2007 ou la taxe sur les emplacements publicitaires fixes qui est calculée selon la superficie de l'emplacement, sans considération du prix de location final.
Les impôts ad valorem, plus répandus, sont calculés en appliquant un taux au montant de l'élément taxé. C'est par exemple le cas de la taxe sur la valeur ajoutée.

## Doctrines fiscales
Un certain nombre de grands principes guident les politiques fiscales.

### Justice fiscale
Le principe d'équité demande un effort équivalent à tous les contribuables. Il peut prendre deux formes :
- L'équité verticale module l'imposition en fonction de la « capacité contributive », exigeant un impôt plus important aux personnes les plus aisées. Il motive le principe de l'impôt progressif ;
- L'équité horizontale impose un traitement équivalent à une situation équivalente. Il s'oppose aux exonérations catégorielles.

A contrario des considérations comme celles du pollueur-payeur ou de l'usager payeur, cherchent à moduler les contributions financières selon la jouissance d'un service ou la production d'une nuisance. La taxe à l'essieu des années 1960 a ainsi longtemps été citée comme modèle de vérité des prix : un camion usant les routes proportionnellement à la cinquième puissance de son poids par essieu, la taxe était proportionnelle aussi à cette cinquième puissance. Pour des raisons d’uniformisation européenne, ce n’est plus le cas aujourd’hui et la taxe n’est donc plus proportionnelle à cette usure.

### Neutralité fiscale
L'impôt doit influer au moins sur le comportement des acteurs économiques. Par exemple le mécanisme de la TVA, qui taxe la valeur ajoutée et non la production, permet de ne pas favoriser les entreprises intégrées.
Cette considération était très importante à l'époque classique, où l'impôt n'était pas considéré comme un sujet économique. Elle est aujourd'hui largement remise en cause et au contraire, la politique fiscale est souvent utilisée pour agir sur les comportements des consommateurs (taxes sur le tabac très élevées, justifiées par la lutte contre le tabagisme) ou pour influencer le marché lorsque le pouvoir estime qu'il y a un dysfonctionnement.

### Consentement à l'impôt
L'État tire sa légitimité de son aptitude à lever l'impôt sur toutes les catégories de citoyens. En régime démocratique le contribuable-citoyen étant censé consentir librement à l'impôt, deux grandes doctrines théorisent l'acceptation de l'impôt et la légitimité du pouvoir fiscal.

#### Impôt-prix
Proche des théories du contrat social et portée notamment par le courant libéral, la thèse de l'impôt-prix ou de l'impôt-échange présente l'impôt comme le prix payé par le contribuable pour les services rendus par l'État.

Cette idée que l'impôt est légitime si l'utilité des services rendus par l'État est supérieure au sacrifice de la pression fiscale, a été par exemple défendue en France par Émile de Girardin : 

« Tout impôt qui n’est pas la garantie d’un risque, le prix d’une marchandise ou l’équivalent d’un service est un impôt qui doit être abandonné. »

#### Impôt solidaire
Issu notamment des travaux socialistes réformistes, la thèse de l'impôt solidaire présente le prélèvement fiscal comme un sacrifice nécessaire à l'entretien du lien social. Elle repose sur la promotion d'une identité collective, l'impôt servant au financement des charges communes mais aussi, par la redistribution, à la cohésion du corps social.

### Impôt idéal
De nombreux auteurs ont tenté de construire un impôt unique qui présenterait les avantages d'être simple à percevoir, équitable, et transparent.
Les physiocrates prônaient ainsi un impôt universel sur le foncier. Émile-Justin Menier ou Émile de Girardin ont créé des impôts uniques sur le capital. Plus récemment le prix Nobel James Meade a proposé en 1978 un impôt sur la dépense. Aux États-Unis, des économistes défendent le principe d’une fair tax unique.
L'hypothèse d'un impôt unique est récusée par d'autres, avec l'idée que la multiplication des sources de prélèvement permettrait de limiter les inégalités, en répartissant et diluant les opportunités de fraude entre les contribuables. Selon l'adage attribuée à Voltaire, « impôt unique, impôt inique », chaque impôt compense les défauts des autres.

### Secret fiscal
Le secret fiscal est le fait que les déclarations d'impôts individuelles ne soient une information publique. Certains pays ou régions divulguent néanmoins certaines informations privées.
En Suisse, « le secret fiscal est un secret de fonction qualifié qui oblige toutes les personnes chargées de l’application de la législation fiscale à garder le secret ». Dans certaines conditions, des informations peuvent être transmises aux autorités, en particulier à la justice pénale. Le Canton de Vaud permet à tout contribuable vaudois de demander « le revenu net et la fortune nette imposables » et « le bénéfice net et le capital imposables » d'autres contribuables de la région.

## Impôt et État
Randall G. Holcombe (en) a proposé de définir l'État comme le seul acteur économique qui a le potentiel d'opérer régulièrement un prélèvement contraint sur les biens de l'ensemble des individus présents sur un territoire donné.
Pour faciliter la perception des impôts, l'État doit avoir une légitimité à lever l'impôt. Les États respectueux des droits individuels peuvent ainsi se permettre d'imposer lourdement leurs citoyens alors que les États despotiques doivent modérer la pression fiscale pour éviter les insurrections. C'est la thèse défendue par Montesquieu : « Il y a, dans les États modérés, un dédommagement pour la pesanteur des tributs : c’est la liberté. Il y a dans les États despotiques un équivalent pour la liberté : c’est la modicité des tributs. »
La collecte et le contrôle de l'impôt permettent l'affirmation du pouvoir de l'appareil d'État. Ainsi l'impôt révolutionnaire peut être vu, selon que l'on se place du point de vue du pouvoir en place ou de celui des contestataires, comme le racket d'un groupe criminel ou une contribution légitime aux institutions qui concourent à un nouveau modèle de société.
L'impôt négatif est un autre exemple, en creux cette fois, du lien entre État et impôt. Consistant, comme d'autres formes d'aide sociale à exercer la solidarité par l'attribution d'un pouvoir d'achat plutôt que la fourniture de services publics, il conduit à confier à des institutions privées des prestations qui auraient été gérées par l'administration.
La mondialisation économique, qui consiste en partie en une libéralisation des mouvements de capitaux, renforce la concurrence fiscale qui existe entre États.

### Politiques fiscales
L'impôt marque la frontière entre l'économie planifiée et économie de marché. L'acceptation ou le rejet de l'impôt reflète donc une préférence pour l'action collective pilotée par les instances politiques ou pour l'initiative privée. Pour les uns comme pour les autres, moduler les ressources des collectivités politiques est aussi une façon d'ajuster leur place relative dans la société par rapport aux autres agents : individus, associations, entreprises…

#### Impôt et citoyenneté
On présente souvent le paiement de l'impôt comme un devoir civique. Il existe pourtant des citoyens non taxés, les expatriés par exemple, et des contribuables non citoyens comme les immigrés.
Dans les systèmes de suffrage censitaire, le droit de vote est conditionné au paiement de l'impôt.

#### Impôt indolore
On attribue à Colbert le bon mot selon lequel :

« l'art de lever l'impôt consiste à plumer les oies sans trop les faire crier. »

Le pouvoir politique a en effet toujours eu pour préoccupation de s'assurer que ses prérogatives fiscales n'étaient pas contestées. Cela l'a conduit à multiplier impôts indirects et taxes de toutes natures qui tendent à rendre l'impôt invisible car totalement intégré aux prix des biens et services.
Mais en démocratie, le contribuable est avant tout un citoyen. Invité à prendre part à la gestion des affaires publiques, il est en droit d'exiger la transparence fiscale conformément à l'article 14 de la déclaration des droits de l'homme et du citoyen de 1789 :

« Tous les Citoyens ont le droit de constater, par eux-mêmes ou par leurs représentants, la nécessité de la contribution publique, de la consentir librement, d'en suivre l'emploi, et d'en déterminer la quotité, l'assiette, le recouvrement et la durée. »

## Collecte des impôts

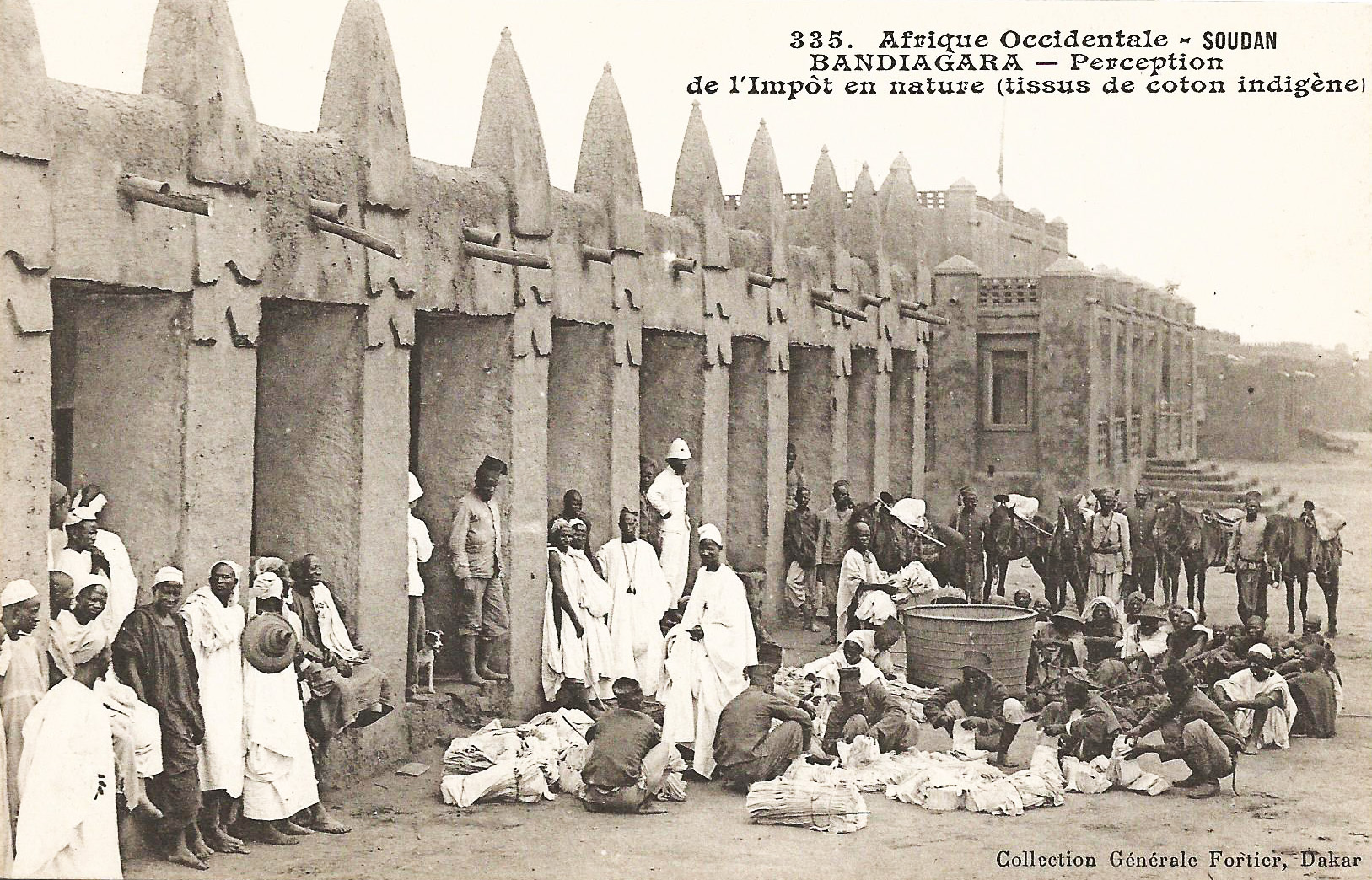
Perception de l'impôt en nature (tissus de coton) à Bandiagara (AOF).

L’existence, la répartition et le type des prélèvements sont spécifiques à chaque pays. Une des caractéristiques des pays démocratiques est que ce sont les organes politiques qui, au nom du peuple, doivent « consentir librement [à l’impôt] […], en déterminer la quotité, l'assiette, le recouvrement et la durée ». Ces organes sont, pour les impôts nationaux, le parlement, et pour les impôts levés au niveau local, les conseils municipaux, les cantons… Ceux-ci fixent le montant global des ressources fiscales de l'État, les assiettes fiscales qui seront taxées, et le montant qu'elles supporteront. Ces organes politiques, assistés d'institutions chargées du contrôle des comptes publics comme la Cour des comptes en France, sont par ailleurs garants de l'utilisation des fonds levés.

### Contribuables
Le contribuable est l'individu, le ménage ou toute personne morale (entreprise, associations) qui est assujetti à un impôt et paie de ce fait une contribution au fonctionnement de l'État et de ses services.
Le nombre de contribuables ne dépend donc pas que de ceux qui paient l'impôt sur le revenu. Environ 50 % des citoyens français ne paient pas d'impôt sur le revenu (IR), alors que tous paient des taxes indirectes (taxe intérieure sur les produits pétroliers et taxe sur la valeur ajoutée, notamment, qui représentent environ 50 % des recettes fiscales en France).
Des mouvements de défense des contribuables ont vu le jour dans les dernières décennies, d'abord dans les pays anglo-saxons puis repris en France. On peut citer Contribuables associés en France et contribuables d'Aubagne en France ou le Rassemblement des contribuables français de Nicolas Miguet.
Par ailleurs, il peut être mis en place un impôt volontaire, qui permet à certains contribuables de soutenir financièrement par l'impôt un projet seulement s'ils le souhaitent.

### Détermination de l'assiette
Déterminer l’assiette de l’impôt c'est évaluer la quantité de matière fiscale sur laquelle va porter l'impôt. Il existe trois grandes méthodes :
- Évaluation directe utilisant une déclaration d'impôt ;
- Méthode forfaitaire estimant les revenus d'un contribuable en fonction de paramètres qu'on estime corrélés, par exemple la superficie et le type de culture pour le chiffre d'affaires d'une exploitation agricole ;
- Méthode indiciaire basée sur les signes extérieurs de richesse.

### Liquidation
La liquidation est le calcul de l'impôt dû par les contribuables. Elle dépend de l'assiette mais aussi de la situation du contribuable, par exemple le nombre de personnes composant un foyer pour l'IRPP.

#### Plafonds et plancher
Un plafond ou bouclier fiscal est une limite maximale d'imposition, en valeur absolue ou en taux. En France, le bouclier fiscal limitait les impôts directs de chaque contribuable à 50 % maximum de ses revenus.
Un plancher est un seuil minimal. En France un projet d'impôt minimum a été évoqué lors de l'examen de la loi sur le bouclier fiscal. Aux États-Unis l'alternative minimum tax a été introduite en 1969.

#### Dérogations fiscales
Une niche fiscale, ou dérogation fiscale, ou abri fiscal, peut être, soit une disposition fiscale qui permet de payer moins d'impôts lorsque certaines conditions sont réunies, soit une lacune ou un vide législatif permettant d'échapper à l'impôt sans être en infraction. Elle peut concerner :
- Les revenus les plus faibles qui sont alors exonérés ;
- Certaines corporations, en compensation d'obligations, pour soutenir l'activité ou sous la contrainte des pressions catégorielles ;
- Une incitation à investir dans tel ou tel secteur économique.

En France le SNUI estime entre 32 et 35 milliards d'euros (60 % des recettes de l'impôt sur le revenu) le coût budgétaire de ces différentes niches fiscales pour 2007.
Au Canada, le régime enregistré d'épargne-retraite (REER), le régime enregistré d'épargne étude (REEE), le régime de pension agréé (RPA) et le compte d'épargne libre d'impôt (CELI) sont des abris fiscaux.

### Recouvrement
Le recouvrement est la perception de l'impôt. Souvent présentée comme une fonction régalienne, la collecte des prélèvements obligatoires peut aussi être prise en charge par des institutions privées bénéficiant de prérogatives de puissance publique.
Le système de la régie est aujourd'hui le plus courant. Il affecte à des comptables du ministère des Finances la responsabilité du recouvrement.
Il a remplacé celui de la ferme, où la collecte était une concession. Elle était ainsi confiée aux publicains dans la Rome antique ou aux fermier généraux et aux décimateurs sous l'Ancien Régime. Il existe aujourd'hui encore un certain nombre de missions de recouvrement confiées à des institutions privées de sécurité sociale. L'inspection avant expédition consiste à recourir à des sociétés privées pour vérifier, pour le compte des douanes, la quantité et la valeur des marchandises exportées. Aux États-Unis, l'Internal Revenue Service sous-traite certaines de ses activités de recouvrement à des sociétés comme Linebarger Goggan Blair & Sampson, LLP ou Pioneer Credit Recovery Inc.. On peut aussi citer la société Capita Group en Grande-Bretagne.
La retenue à la source permet également à l'administration de réduire ses coûts de collecte, au détriment certes des opérateurs privés.
La doctrine, en France, repose toujours sur le principe de séparation des ordonnateurs et des comptables. Mais cette doctrine est en pratique attaquée en ses bases par les outils informatiques intégrés qui se développent.
Le coût de l'assiette et du recouvrement de l'impôt (dit « taux d'intervention ») est très variable d'un pays à l'autre. Pour les pays industrialisés, il s'échelonnait en 1997 de 0,5 % aux États-Unis et en Suède jusqu'à 1,6 % en Allemagne. Le coût en France est actuellement de 1,20 %. Cette variation s'explique principalement par les différences de mode d'imposition. Le coût de gestion est en effet très variable d'un impôt à l'autre, allant par exemple en France pour l'année 2005 de 5,38 % pour la vignette automobile à 0,06 % pour la taxe sur les conventions d'assurances.

### Contrôle fiscal
Dans les systèmes d'évaluation directe de l'assiette, la déclaration des revenus est réalisée par le contribuable lui-même. Il est alors nécessaire, pour s'assurer de la véracité des déclarations, que l'administration exerce, de façon aléatoire ou en fonction d'indices de fraudes fiscales, un contrôle des déclarations de situation du contribuable.
C'est cette crainte de l'« inquisition fiscale » ou aussi « secret des coffres-forts violés » selon les paroles de Thiers, droit de regard discrétionnaire de l'administration sur les finances des citoyens, qui aurait fait rejeter le principe de l'évaluation directe, dans de nombreux pays et cela jusqu'à l'issue de la Seconde Guerre mondiale.
En France, quand la Direction générale des Finances publiques suspecte une fraude, elle peut procéder à une rectification, c'est-à-dire signifier l'obligation de payer une somme due supplémentaire correspondant au moins perçu assortie d'intérêts de retard et/ou de pénalités. En France les droits rappelés et les pénalités appliquées en 2009 se sont élevés à 14,7 milliards d'euros. Cependant, compte tenu du recouvrement particulièrement faible des créances issues du contrôle fiscal (« objectif DGFIP, 43 % au bout de deux ans ») et du coût du contrôle (1,3 milliard d'euros environ), le rendement budgétaire est de l'ordre de 5 milliards. Certains redressements par ailleurs n'entraînent souvent qu'une imposition plus rapide et un gain de trésorerie ponctuel pour l'État. Ils sont toutefois comptabilisés pour leur valeur brute dans les statistiques du contrôle.

### Contentieux fiscal
En France, le contribuable a la possibilité de présenter un recours à l'administration fiscale, puis si elle est rejetée, devant les tribunaux pour obtenir la restitution d'un impôt payé en trop. Un contentieux présenté directement devant les tribunaux sera rejeté.

## Étude économique des impôts
Les caractéristiques et les impacts des impôts sont étudiés en détail par les sciences économiques, en particulier l’économie publique. Les économistes étudient l'effet du niveau relatif d'imposition, et des politiques fiscales, sur la croissance économique. Plus largement, la théorie économique étudie la manière dont le système fiscal s'intègre au sein de l’activité économique, les distorsions économiques dont il est la cause ou l'effet, et sa façon d'influencer les agents dans leur comportement à l'égard du revenu et de l’épargne.

### Impôt et activité
Les systèmes fiscaux génèrent des « comportements d’évitement » de la part des contribuables, particuliers et entreprises (fraude fiscale, travail au noir, évasion fiscale ou simple désincitation au travail). Pour la plupart des économistes libéraux « trop d'impôts tue l'impôt » (Arthur Laffer, économiste de l'offre américain) : lorsque l'impôt dépasse un certain seuil dit dissuasif, l'augmentation de l'impôt engendre une baisse du PIB. En effet, la crainte de payer trop d'impôts pousse le contribuable à déclarer moins de revenus, à baisser la production ou à émigrer vers d'autres pays où le fisc exige moins d'impôts (zones offshores) ou aucun (paradis fiscaux). Il reste cependant difficile de prévoir les conséquences d'une augmentation des impôts sur l'activité. Les contribuables ont en effet deux options antagonistes :
1. Diminuer leur quantité de travail parce qu'ils n'estiment que le revenu qu'ils en tirent ne correspond plus aux efforts consentis. C'est l'effet de substitution ;
2. Augmenter leur activité pour conserver leur niveau de vie. C'est l'effet de revenu.

### Impôts et croissance
Les économistes ont étudié l’ampleur à différentes échéances de l’impact récessif d’une hausse des impôts sur la croissance économique. Les économistes ne sont pas unanimes sur l'importance de cet impact négatif, qui dépend du type d’impôt considéré. Par exemple, Christina D. Romer et David H. Romer ont estimé cet impact sur des données américaines, et montrent qu’une hausse des impôts de 1 dollar provoque une diminution du PIB de 3 dollars, essentiellement du fait d'une diminution de l'investissement.
Les deux auteurs tentent de séparer l’impact purement fiscal des autres impacts économiques, pour mieux isoler son effet, ce qui leur donne une latitude importante, pour « retraiter » la corrélation historique entre le taux d’imposition et la croissance. Ce retraitement vise aussi à neutraliser les variations fiscales liées à des contraintes macro-économiques (augmentation des dépenses ou relance de la conjoncture) pour se concentrer sur celles qui visent à promouvoir la croissance à long terme. Pour y parvenir, ils ont analysé les discours politiques. Leur travail montre qu'une hausse d’impôts accompagnant un discours de réduction du déficit budgétaire ont un impact économique meilleur que les autres.
Il n’existe pas de relation simple entre niveau d’imposition et niveau du PIB ; en revanche un niveau d’imposition élevé tend à réduire la croissance du PIB, et donc le PIB futur. De manière plus globale, le niveau d'imposition dépend des politiques sociales mises en œuvre et de l’efficacité du secteur public ; dans tous les cas, le secteur public doit être efficient, c’est-à-dire accroître l’utilité de ses citoyens pour un coût minimal. Les évolutions au sein des pays développés à partir des années 1980 visaient à répartir la charge fiscale de manière optimale entre les différents modes de prélèvement (rôle de la politique fiscale).
Par ailleurs, moduler l’imposition en fonction de la conjoncture économique par la politique conjoncturelle est recommandé par une partie des économistes, si les incertitudes sur les prévisions et les impacts de long terme sont correctement pris en compte. Alberto Alesina et Roberto Perotti ont étudié ces ajustements dans une étude sur tous les pays de l’OCDE.

### Incidence
L'incidence fiscale mesure la différence entre le redevable et le payeur réel. C'est-à-dire la possibilité de reporter la charge de l'impôt sur un tiers: client, fournisseur, locataire, salarié…
Par exemple en France les restaurateurs ont milité au début des années 2000 pour bénéficier d'une TVA à taux réduit. Or l'objectif affiché n'était pas de baisser le montant des additions payées par les convives mais d'augmenter les marges du restaurant, pour pouvoir par exemple proposer des salaires d'embauche plus élevés. Pourtant la TVA est traditionnellement présentée comme un impôt indirect sur la consommation. Elle est censée être payée par le consommateur final, le commerçant ne servant que d'intermédiaire lors de l'opération d'encaissement. Alors que la logique aurait voulu que ce soit le prix payé par le client qui baisse, tout le monde raisonnait donc comme si la TVA était en réalité un impôt sur les revenus du restaurateur.
Ce phénomène est connu depuis très longtemps, déjà à l'époque classique Adam Smith et les physiocrates croyaient que tout impôt était équivalent à une taxe sur la propriété foncière. On considère aujourd'hui que le problème est plus complexe et que la possibilité de transférer la charge de l'impôt dépend beaucoup de l'élasticité de l'offre et de la demande.
C'est un problème politiquement très important, car mal maîtrisé il peut pervertir radicalement les initiatives de justice fiscale. Par exemple une hausse de l'impôt sur le revenu est beaucoup plus facile à transférer pour une profession libérale que pour un salarié, du fait de la rigidité des salaires. C'est pourquoi certains considèrent qu'au final la TVA est peut-être plus juste que l'IRPP.

### Sensibilité et élasticité
La sensibilité est la façon dont le montant d'un impôt suit les fluctuations économiques. Les impôts spécifiques, qui s'appliquent sur les montants, sont plus sensibles que les impôts ad valorem qui ont des montants fixes. Les impôts prélevés à la source sont eux aussi plus sensibles que les impôts calculés en fonction de revenus passés.
L'élasticité d'un impôt détermine la possibilité pour le pouvoir politique de moduler son rendement. Bien utilisés, les impôts les plus élastiques permettent au politique de lisser les fluctuation économiques. Ils peuvent aussi provoquer un effet désincitatif pour l'investissement dans certains secteurs économiques devant l'incertitude de les voir plus lourdement taxés à l'avenir. Selon l'adage « tout vieil impôt est bon, tout nouvel impôt est mauvais » : la réforme fiscale a un coût, non seulement pour l'administration qui doit construire de nouveaux mécanismes de perception et de contrôle, mais pour tous les agents économiques du fait des perturbations qu'entraîne le nouvel impôt sur les équilibres commerciaux.

### Analyse utilitariste
Un adage courant énonce que : « Trop d’impôts tue l’impôt ».
Cette formule a été théorisée par Arthur Laffer, économiste américain de l'école de l’offre. Cet auteur de la courbe de Laffer qui modélise les rentrées fiscales en fonction du taux d’imposition et qui estime qu'au-delà d'un certain niveau d'imposition, l'optimum, les recettes fiscales diminuent car la baisse d'activité ne compense plus l'augmentation d'imposition (ces recettes étant nulles pour les taux d’imposition 0 ou 100 %).
Lorsque la pression fiscale augmente trop, les acteurs économiques cherchent des moyens de la compenser :
- En cherchant dans la complexité des règles du système fiscal des dispositifs fiscaux plus favorables à leur cas ;
- En émigrant vers des pays où la fiscalité est moindre (comme les paradis fiscaux) : c’est l’évasion fiscale ;
- En fraudant ;
- En réduisant leur activité pour payer moins d'impôt, ou en l'augmentant pour garder le même niveau de vie malgré l'impôt.

Florin Aftalion en donne une illustration au début des années 2000 aux États-Unis : la réduction des taux d'imposition des plus-values et des dividendes appliquée en 2003 est allée de pair avec une hausse des recettes fiscales de 8 % en 2004 puis 9 % en 2005.
L'Institut Montaigne adopte également une position utilitariste et estime que la suppression de l'ISF permettrait de « faire payer les riches en France ». Devant les effets pervers de l'imposition excessive comme l'expatriation fiscale, il convient selon l'Institut de baisser les taux d'impôts pour augmenter à terme les recettes fiscales. Ainsi, dans le cas de l'ISF, pour des recettes de 3,6 milliards d'euros, il chiffre à 15,9 milliards le total des pertes fiscales.
Selon Marius Brülhart, professeur d'économie et codirecteur du Centre pour la politique fiscale de l'Université de Lausanne : « En règle générale, des impôts plus bas entraînent des recettes fiscales plus faibles ». Par exemple, en Suisse, la suppression du droit d'émission sur les obligations en 2012 était présentée comme un moyen d'augmenter les recettes ; en réalité, ce cadeau fiscal a diminué les revenus de 18 %.

## Contestation de l'impôt
La contestation de la pression fiscale est probablement aussi vieille que l'impôt lui-même. Mais, alors qu'on a assisté au cours du XXe siècle à une progression régulière du poids de l'impôt dans les économies, la contestation s'est progressivement structurée dans un certain nombre de doctrines politiques. Cette théorisation a accompagné l'effacement des utopies sociales et l'avènement d'une société considérée comme plus individualiste.

### Motivations
L'impôt ou certaines de ses modalités sont critiqués sur le plan moral par des philosophes ou économistes.

#### Critiques de l'État
La «révolution conservatrice» a fait de la réduction d'impôt le moyen de provoquer la diminution de l'emprise de l'appareil d'État sur la société. C'est Ronald Reagan qui a popularisé cette politique consistant à «affamer la bête» (starving the beast) lors d'un débat avec John Anderson durant les élections présidentielle américaine de 1980.
La position libertarienne et plus particulièrement anarcho-capitaliste considère que «l'impôt, c'est le vol» puisqu'il va à l'encontre du principe de non-agression défini par Murray Rothbard. Ce dernier a ainsi écrit: «L'impôt est un vol, purement et simplement, même si ce vol est commis à un niveau colossal, auquel les criminels ordinaires n’oseraient prétendre». Avant lui, Lysander Spooner écrivait par exemple que «le fait est que, tel un voleur de grand chemin, le gouvernement vous dit: la bourse ou la vie! Il est vrai qu'il ne vous attaque pas dans un lieu désert, au bord de la route, vous braquant un pistolet sur la tête pour vous vider les poches. Mais le vol n'en est pas moins un vol, et il n'en est que plus lâche et honteux».
S'opposant à tout impôt «exagéré», des économistes comme Adam Smith, Jean-Baptiste Say ou Frédéric Bastiat en ont dénoncé les effets pervers et ont défendu le droit de résistance du citoyen contribuable. Ainsi, Frédéric Bastiat d'écrire que «la Spoliation est un principe de haine et de désordre, et si elle revêt une forme plus particulièrement odieuse, c'est surtout la forme légale». Dans ses Leçons de jurisprudence, Smith défendait pour sa part que «il ne fait pas doute qu'un impôt exorbitant, équivalant par exemple, en temps de paix comme en temps de guerre, à la moitié ou même au cinquième de la richesse de la nation, justifierait, comme tout abus caractérisé de pouvoir, la résistance du peuple.»
L'administration rompt tout lien entre le contribuable et le bénéficiaire. Reposant sur des normes et des procédures préétablies, elle est incapable, voire combat cette idée au nom de l'égalité des droits, de prendre en compte les différences et les subjectivités individuelles des personnes impliquées dans cet échange. En les concurrençant, les mécanismes de redistribution par l'impôt détruisent donc les liens sociaux de nature communautaires ou familiaux, fondés sur les échanges de type don et contre-don.

#### Modalités
La progressivité ou la proportionnalité de l'impôt ont été également sévèrement critiquées par des auteurs comme Proudhon ou Ludwig von Mises. Proudhon a écrit dans Qu'est-ce que la propriété? que «la taxe n'est pas répartie en raison de la force, de la taille, ni du talent: elle ne peut l'être davantage en raison de la propriété. Si donc l'État me prend plus, qu'il me rende plus, ou qu'il cesse de me parler d'égalité des droits; car autrement la société n'est plus instituée pour défendre la propriété, mais pour en organiser la destruction. L'État, par l'impôt proportionnel, se fait chef de bande; c'est lui qui donne l'exemple du pillage en coupes réglées; c'est lui qu'il faut traîner sur le banc des cours d'assises, en tête de ces hideux brigands, de cette canaille exécrée qu'il fait assassiner par jalousie de métier.» L'économiste de l'école autrichienne Ludwig von Mises a avancé pour sa part dans L'Action humaine, traité d'économie que «l'impôt progressif est un mode exagéré d'expropriation.» Friedrich Hayek, autre représentant de l'école autrichienne et « prix Nobel » d'économie, a souligné par ailleurs que la progressivité et plus généralement un système fiscal fondé sur les exceptions ne faisaient que permettre aux puissants de favoriser arbitrairement certains. Et Hayek de dire que «la progressivité n'est rien de plus qu'une invitation ouverte à la discrimination»[réf. souhaitée]. À un impôt progressif, les critiques proposent de substituer un impôt à taux unique (flat tax) ou la capitation (même montant payé par tous).

### Pratiques
Les manifestations de l'antifiscalisme peuvent prendre des aspects politiques et sociaux ou plus individuels.

#### Révoltes
En France le XVIIe siècle voit éclater de nombreuses jacqueries antifiscales : guerre des sabotiers en Sologne, révolte des va-nu-pieds en Normandie, Jacquerie des croquants dans le Sud-Ouest, Révolte de Roure dans le Sud-Est…
La guerre d'indépendance des États-Unis a des causes fiscales, symbolisées par le Stamp Act (loi sur le timbre) de 1765. Les états généraux de 1789 qui entraîneront la Révolution française avait également été réunis pour des problèmes fiscaux.
En France, la contestation fiscale a été régulièrement portée par des groupes politiques plus ou moins influents. On peut citer la Fédération des contribuables de Jacques Lemaigre Dubreuil dans les années 1930, puis après guerre l'UDCA de Pierre Poujade, la CIDUNATI de Gérard Nicoud, la ligue des contribuables dans les années 1980, le rassemblement des contribuables français de Nicolas Miguet…
Les États-Unis ont connu une importante mobilisation dans les années 1970. Des groupes comme American Tax Reduction Movement ont promu des initiatives qui ont abouti, par exemple, à la proposition 13 dans l'État de Californie.
Les manifestations antifiscales sont le plus souvent des mouvements catégoriels visant à défendre des intérêts sectoriels. Ils ont plus de chance d'aboutir puisque la perte de recettes peut être répercutée sur l'ensemble des autres contribuables. Par exemple en France les journalistes se sont mobilisés avec succès entre 1995 et 1997 pour défendre leurs abattements d'impôts.
La grève fiscale est assez rare et souvent partielles, revenant à ne payer que ce qui est considéré comme légitime. L'extrême gauche italienne des années 1970 à ainsi prôné une « auto-réduction de l'impôt ». En France, où l'incitation à la grève fiscale est illégale, une grève a été proposée par l'Action française lors des commémorations de 1989 et plus récemment par des mouvements antinucléaires et antimilitariste, sans grand succès.

#### Évitement
La fraude fiscale est une infraction à la loi, commise intentionnellement, dans le but d'échapper totalement ou partiellement à l'impôt. La fraude est parfois prise en compte par l'administration, par exemple il existait dans l'IRPP français un abattement de 20 % pour les salariés destiné à compenser leur moindre possibilité de fraude. L'amélioration des contrôles, quand elle n'est pas accompagnée d'une suppression des surtaxations, peut entraîner des situations conflictuelles comme le poujadisme dans les années 1950.
L'économie souterraine regroupe toutes les activités dont les revenus ne sont pas déclarés à l'administration fiscale. Il s'agit donc d'un continuum qui va de l'échange de bons procédés entre voisins au réseau mafieux. On peut néanmoins spécifier que l'économie informelle cesse lorsque la non déclaration n'est pas due à la seule volonté d'échapper à l'impôt mais aussi à la nécessité de cacher des activités délictuelles. L'économie grise représente donc des activités comme le travail clandestin, la vente à la sauvette, la sous location… Traditionnellement considérée comme contraire à l'éthique sociale, elle a cependant été présentée comme un exemple de liberté de marché par des économistes comme Milton Friedman.
Dans un pays comme la France, le montant de l'ensemble des fraudes pourrait représenter de 15 à 20 % de montant des recettes fiscales.
L'ingénierie fiscale consiste à optimiser son activité économique ou financière (placements, rémunération des collaborateurs…) pour minimiser le poids de l'impôt. Elle repose sur l'exploitation de failles législatives ou de régimes dérogatoires. L'évasion fiscale consiste à transférer des capitaux, des activités économiques ou des foyers fiscaux dans des lieux où la fiscalité est plus avantageuse. L'anachorèse fiscale était déjà connue en Égypte antique, à Rome le code Théodosien punissait ceux qui se retirent de la cité et gagnent le désert pour échapper à l'impôt.
Le renoncement à l'activité économique est une dernière forme d'échappatoire à l'impôt. Elle consiste à effectuer un arbitrage quand la pression fiscale est trop démotivante. La France a ainsi connu dans les années 1960-1980 une vague de renoncement de la part des professions libérales qui changèrent de mode de vie car elles considéraient que leur revenu après impôt ne correspondait plus à leurs efforts.

### Alternatives
Le recours à l'emprunt permet de déplacer et étaler un besoin de financement dans le temps, ce qui se justifie bien pour un investissement nouveau. Mais il augmente la dette publique, vient en concurrence de l'endettement privé, et n'est pas gratuit (il faudra rembourser et payer les intérêts). Comme les revenus du domaine public, cette ressource n'est pas extensible à l'infinie.
La manipulation monétaire (création monétaire, dévaluation, etc.) se paye également par des perturbations économiques (inflation) et une destruction de confiance. C'est une forme d'impôt qui touche la monnaie thésaurisée et les revenus les plus rigides. Les montants des prélèvements fiscaux étant eux-mêmes assez rigides, votés par la loi et s'appliquant souvent sur des revenus de l'année précédente, cette politique peut aboutir à une baisse du rendement de la fiscalité. Paradoxalement, les impôts progressifs peuvent voir eux leur rendement augmenter, les seuils réel des tranches fiscales diminuant avec la valeur de la monnaie: c'est ce qu'on appelle l'effet multiplicateur de l'inflation.
Les revenus du domaine public (ressources minières par exemple) ne sont pas illimités, il est difficile de compter sur leur augmentation pour venir en remplacement d'un impôt.
L'impôt est une réponse au financement des biens publics, c'est-à-dire de biens soumis au paradoxe du passager clandestin (individu qui profite du bien sans y contribuer). La technique évoluant, il devient parfois possible de rendre ces services excluables, et donc de facturer leur usage. Par exemple, on peut passer de la télévision publique à une télévision cryptée, regardable seulement par ceux qui la financent. Un autre exemple est le système « pay as you drive » de la société Norwich Union, cette boîte noire intégrant un GPS pourrait être utilisée pour répartir précisément les coûts d'entretien des routes sur leurs usagers réels. Dans ces conditions, l'impôt n'est plus nécessaire : on peut avoir recours à la taxe, c'est-à-dire une contribution fondée sur l'usage constaté et qui équilibre le coût du service. Dès lors, en ayant recours au service alors qu'il en connaît le prix l'usager manifeste à la fois son consentement à l'impôt et la reconnaissance du fait que le prix en est juste, tandis qu'il paye la contribution avec la facture. On peut même privatiser le bien : si on n'est plus en présence d'un bien public, on peut laisser le secteur privé réunir le financement et percevoir le prix du service.
La souscription publique, le parrainage (sponsoring), les dons, etc. permettent de rendre facultatif la contribution. Ils nécessitent cependant que l'action ainsi financée soit assez attirante, et d'autre part qu'elle ne soit pas trop dépendante de l'humeur du public : ce type de financement peut convenir à une aide d'urgence à la suite d'une catastrophe naturelle suscitant l'émotion, pas à une dépense militaire stable dans le temps. De plus, les financeurs revendiquent un droit de regard et de contrôle sur le projet, avec les contraintes que ça implique pour ses promoteurs. Le don du sang ou d'organes est un exemple de prélèvement non contraint, reposant uniquement sur l'altruisme en début de chaîne puis généré par des structures administratives ou commerciales. Accessoirement, si l'État laisse les « bonnes causes » au financement privé et ne conserve le financement que d'actions impopulaires, son image et le consentement à l'impôt pourront en souffrir.
Pour toutes ces raisons, en pratique, plutôt que de demander une contribution volontaire à une action qu'il souhaite mener, l'État préférera offrir une contribution (sous forme de subvention, de défiscalisation, etc.) à des actions menées par le secteur privé auxquelles il reconnaît « utilité publique », en exigeant au passage un droit de regard et de contrôle.
Le financement peut enfin être intégré au système de prise de décision. On a donc un système de marché, ou plusieurs propositions sont en concurrence, chacun indiquant son prix pour la voir adoptée. La Clarke Tax est un exemple d'un mécanisme de ce type.

## Impôt par pays
- Belgique
- Cameroun
- Canada
- Côte d'Ivoire
- France
- Suisse
- Union européenne